# 初戀 (斉藤由貴の曲)
「初戀」（はつこい）は、1985年8月21日にリリースされた斉藤由貴の3枚目のシングル。発売元はキャニオン・レコード（EP：7A0508）。

## 概要
表題曲のタイトルは、非常に珍しい旧字表記である。
歌詞は前作「白い炎」と正反対の内容になっている。
ジャケットには着物姿の上半身ピンナップが付けられた。
デビュー当時はポニーテールがトレードマークだったが、本楽曲のジャケット写真では髪を下ろしている。

## 収録曲
全曲 作詞:松本隆／作曲:筒美京平／編曲:武部聡志
1. 初戀
2. 海の絵葉書

## 収録アルバム
- ガラスの鼓動
- The Special Series 斉藤由貴

## カバー
初戀
- 広瀬すず - トリビュートカバーアルバム『風街であひませう』（2015年）の完全限定生産盤スペシャルディスク（『風街でよむ』）に歌詞朗読が収録[4]。